# Doppeldominante
Die Doppeldominante ist ein Akkord, der in der Funktionstheorie als Spezialfall einer Zwischendominante zur Dominante gilt. Die Doppeldominante ist die Dominante der Dominante. Es muss also von der V. Stufe des Grundtons aus der Dreiklang auf der V. Stufe gebildet werden.

## Beispiele
- Tonika: C-Dur; Dominante: G-Dur; Doppeldominante: D-Dur

Zuerst normale Vollkadenz T S D T, dann die Kadenz T DD D T mit der Doppeldominante statt der Subdominante.
| Kadenz T S D T, dann Kadenz T DD D T |

- Tonika: c-Moll; Dominante: G-Dur; Doppeldominante: D-Dur

Zuerst die normale Vollkadenz t s D t, dann die Kadenz t DD D t mit der Doppeldominante statt der Subdominante.
| Kadenz t s D t, dann Kadenz t DD D t |

## Verschiedene Tonarten
Da eine Dominante (und somit auch die Zwischen- und Doppeldominante) in der Regel ein Durdreiklang ist, verwendet die Doppeldominante einen nicht leitereigenen Ton: Die Doppeldominante in der Tonart C-Dur ist D-Dur und erfordert ein fis, welches in der C-Dur-Skala nicht enthalten ist. In Moll ist die Verwendung einer Doppeldominante noch auffälliger, hier ist die II. Stufe in der Regel ein verminderter Akkord, es müssen also bereits zwei Töne alteriert werden, um einen Durakkord zu erhalten. Für das genannte Beispiel heißt das: die Töne der II. Stufe in c-Moll lauten d-f-as; wird die Doppeldominante gebildet, müssen f in fis und as in a verändert werden.

## Verwendung
In der Barockmusik wird die Doppeldominante zunächst sparsam, aber an auffälligen Stellen verwendet, ab der Wiener Klassik ist sie ein fest zur Kadenz gehörender Akkord. Sehr gerne werden (z. B. bei Ragtimes oder im Jazz) die Akkorde auch mit charakteristischen Dissonanzen verwendet. So wird für die Dominante gerne die Septime und für die Doppeldominante die Septime und die None verwendet. Eine typische Kadenz in C-Dur wäre z. B.:
D7/9 → G7 →  C

## Bestimmung
Die Doppeldominante findet sich 2 Töne rechts der Tonika auf dem Quintenzirkel.